# London Fog
London Fog var en natklub i 1960'erne, som lå på Sunset Strip i det uindkorporeret i Los Angeles County, Californien (nu i byen West Hollywood). Det er bedst kendt for at være det sted hvor The Doors havde deres første optræden i 4 måneder i 1966, for de blev husorkester på Whisky a Go Go.
London Fog lå vest for Whisky a Go Go, hvor der nu ligger Duke's Coffee Shop. For at stedet blev til Duke's Coffee Shop, blev London Fog erstattet af en eksklusiv bar kaldet "Sneaky Pete's".. 
I Oliver Stones film The Doors fra 1991, blev scenerne af London Fog faktisk optaget på det sted, som blev til The Viper Room i 1993. 

## Eksterne links
- "The Doors' Story" af Digby Diehl, publiseret i Eye Magazine

34°05′29″N 118°23′10″V / 34.0914°N 118.386°V